# 3A busz (Kőszeg)
A kőszegi 3A jelzésű autóbusz az Autóbusz-állomás és a Kőszegfalva, autóbusz-váróterem megállóhelyek között közlekedett 2013. április 1-ig. A vonalat a Vasi Volán Zrt. üzemeltette. Kőszegen jelenleg nincs helyi tömegközlekedés miután a szerződés lejárt, és a város nem hosszabbította meg.

## Közlekedése
Csak munkanapokon közlekedett a tanítási időszak alatt.

## Útvonala

### Kőszegfalva felé
Autóbusz-állomás - Liszt Ferenc utca - Munkácsy Mihály utca - Rákóczi Ferenc utca - Rómer Flóris utca - Velemi utca - Rohonci utca - Rákóczi Ferenc utca - Vasútállomás - Szombathelyi út - 87-es út - Kőszegfalvi utca - Kőszegfalva, autóbusz-váróterem

### Autóbusz-állomás felé
Kőszegfalva, autóbusz-váróterem - Kőszegfalvi utca - 87-es út - Szombathelyi út - Vasútállomás - Rákóczi Ferenc utca - Rohonci utca - Velemi utca - Rómer Flóris utca - Rákóczi Ferenc utca - Munkácsy Mihály utca - Liszt Ferenc utca - Autóbusz-állomás

## Megállói

### Kőszegfalva, autóbusz-váróterem felé
| Megállóhely neve                | Menetidő |
| ------------------------------- | -------- |
| Autóbusz-állomás                | 0        |
| Kiss János lakótelep            | 4        |
| Vasútállomás                    | 8        |
| Kőszegfalva, autóbusz-váróterem | 12       |

### Autóbusz-állomás felé
| Megállóhely neve                | Menetidő |
| ------------------------------- | -------- |
| Kőszegfalva, autóbusz-váróterem | 0        |
| Vasútállomás                    | 4        |
| Kiss János lakótelep            | 8        |
| Autóbusz-állomás                | 12       |

## Érvényes menetrend

### Autóbusz-állomástól indul
| Óra | ♦  |
| --- | -- |
| 16  | 00 |

### Kőszegfalva, autóbusz-váróteremtől indul
| Óra | ♦  |
| --- | -- |
| 7   | 15 |

♦: iskolai előadási napokon

## Régi menetrend

### Autóbusz-állomástól indul
| Óra | 57 | 77 |
| --- | -- | -- |
| 16  | 30 | 15 |

### Kőszegfalva, autóbusz-váróteremtől indul
| Óra | ♦  |
| --- | -- |
| 7   | 20 |

JELMAGYARÁZAT:
- 57:a nyári időszámítás tartama alatt iskolai előadási napokon
- 77:a téli időszámítás tartama alatt iskolai előadási napokon
- ♦:iskolai előadási napokon